# Tristan Koskor
Tristan Koskor (ur. 28 listopada 1995 w Tartu) – estoński piłkarz grający na pozycji napastnika w Tammeka.

## Kariera klubowa
Piłkarz urodził się w Tartu w Estonii. Karierę juniorską zaczynał w małym klubie Tartu Olümpia. Następnie trenował w Tammeka. Karierę seniorską rozpoczął w sezonie 2012/2013 także tam.

## Kariera reprezentacyjna
Reprezentant młodzieżowy Estonii w kategoriach U-21 i U-23. Swój debiut w kadrze seniorskiej zaliczył 11 stycznia 2019 roku przeciwko reprezentacji Finlandii.

## Statystyki kariery

### Reprezentacyjne
(aktualne na dzień 21 czerwca 2022)
| Reprezentacja | Rok     | Występy | Gole |
| ------------- | ------- | ------- | ---- |
| Estonia       | 2019    | 2       | 0    |
| Ogólnie       | Ogólnie | 2       | 0    |

## Sukcesy
- król strzelców Meistriliiga (1): 2023